# James R. Clapper
James Robert Clapper, Jr., né le 14 mars 1941 à Fort Wayne (Indiana),, est un ancien lieutenant général de l'US Air Force, ancien directeur du renseignement national des États-Unis. Il est également directeur de la Defense Intelligence Agency entre 1992 et 1995 et directeur de la National Geospatial-Intelligence Agency de 2001 à 2006.

## Éducation
- 1963 : Diplôme de bachelor of science en sciences politiques, Université du Maryland
- 1970 : Diplôme de master of arts degree en sciences politiques, St. Mary's University, Texas
- 1973 : Air Command and Staff College, Maxwell Air Force Base, Montgomery, Alabama
- 1975 : Distinguished graduate, Armed Forces Staff College, Norfolk, Virginia
- 1976 : Air War College, Maxwell Air Force Base, Montgomery, Alabama
- 1979 : National War College, Fort Lesley J. McNair, Washington, D.C.
- 1990 : Program for Senior Executives in National and International Security, Harvard University, Cambridge, Massachusetts
- 1990 : Harvard Defense Policy Seminar, Harvard University, Cambridge, Massachusetts

Clapper possède également un honorary doctorate en renseignement stratégique du Joint Military Intelligence College, Washington, D.C., où il a enseigné comme adjunct professor.

## Parcours
Le 5 juin 2010, le président Barack Obama le nomme pour remplacer Dennis C. Blair comme directeur du renseignement national, décision confirmée par le Sénat des États-Unis le 5 août 2010. Il quitte son poste début 2017.
En mai 2017, il rejoint le think tank Center for a New American Security (CNAS) à Washington en tant que Senior Fellow pour le renseignement et la sécurité nationale.

## Controverses
À la suite de la révélation en juin 2013 de documents détaillant les pratiques de la NSA en termes de collection de métadonnées liées aux appels téléphoniques de millions d'Américains, deux élus du Congrès des États-Unis accusent Clapper de parjure pour avoir déclaré sous serment plus tôt la même année devant un comité du Congrès que la NSA ne collectait aucun type de données concernant des millions d'Américains. Un sénateur demande sa démission et un groupe de 26 sénateurs co-signent une lettre exprimant leur inquiétude et leurs interrogations à la suite des réponses de Clapper. En novembre 2016, Clapper démissionne de son poste de directeur des services de renseignements, à effet du terme du mandat du Président Obama.
Dans le cadre de l'enquête concernant une éventuelle ingérence russe dans l'élection présidentielle américaine de 2016, le 22 mars 2018, la commission du Renseignement de la Chambre des représentants vote en faveur de la publication de son rapport et recommande des poursuites contre les auteurs de fuites d'informations classifiées depuis l'élection qui, selon elle, « ont nui à la sécurité nationale et potentiellement mis des vies en danger ». Elle accuse James Clapper d'avoir présenté un « témoignage contradictoire » au comité sur ses contacts avec les médias,.
En mai 2017, Clapper déclare que la Russie est le principal adversaire des États-Unis. Il explique dans sa déclaration pourquoi les Russes sont si dangereux à ses yeux :
« Si vous replacez cela dans le contexte de tout ce que nous savions que les Russes faisaient pour s'immiscer dans les élections, ou des pratiques historiques des Russes, qui sont quasiment génétiquement déterminés pour la cooptation, l’infiltration, l’obtention de faveurs et autres, une technique typiquement russe ; nous étions inquiets. ».